# Batalla de Inglaterra
La batalla de Inglaterra (en inglés: Battle of Britain; en alemán: Luftschlacht um England) es el nombre con el que se conoce al conjunto de combates aéreos librados en cielo británico y sobre el canal de la Mancha, entre julio y octubre de 1940, cuando la Alemania nazi buscó destruir a la Real Fuerza Aérea británica (RAF) con el fin de lograr la superioridad aérea necesaria para invadir Gran Bretaña, en la operación conocida como Operación León Marino. 
Ni Adolf Hitler ni la Wehrmacht creían posible conseguir una invasión anfibia con éxito hasta que la RAF hubiera sido neutralizada. Los objetivos secundarios eran destruir la producción de aeronaves y las infraestructuras terrestres para obligar al gobierno británico a buscar una solución negociada. Los alemanes fueron derrotados por los británicos, lo que sirvió a los Aliados para utilizar Gran Bretaña como base para invadir Europa en 1944.
Algunos historiadores han discutido sobre el hecho de que ningún tipo de invasión hubiera sido posible dada la superioridad masiva de la Marina Real británica sobre la Kriegsmarine, dicha operación probablemente hubiera sido un desastre. Se argumenta que la Luftwaffe hubiera sido incapaz de evitar la decisiva intervención de los cruceros y destructores de la Marina Real, incluso con superioridad aérea. 
La batalla de Inglaterra fue la primera gran batalla enteramente disputada en el aire. Fue la mayor y más concurrida campaña aérea habida hasta día de hoy y la primera prueba de las estrategias de bombardeos que emergieron desde la Primera Guerra Mundial. Fue también la primera derrota de Alemania en la Segunda Guerra Mundial. Esta derrota supuso que, al invadir Hitler la URSS en 1941, Alemania luchara en una guerra con dos frentes abiertos a la vez, contradiciendo sus ideas expuestas en Mein Kampf, en las que exponía la desventaja geográfica de Alemania, posicionada entre las potencias occidentales (como el Reino Unido y Francia) y el gobierno socialista de la URSS, respecto a otras potencias y por lo tanto no debía nunca luchar una guerra sin cerrar primero un frente antes de abrir otro.

## Antecedentes

La cancelada Operación León Marino, que sería la invasión del Reino Unido por la Alemania nazi desde la Francia ocupada.

Bases de operaciones de Alemania (Luftwaffe) y las bases áreas y radares de Reino Unido.

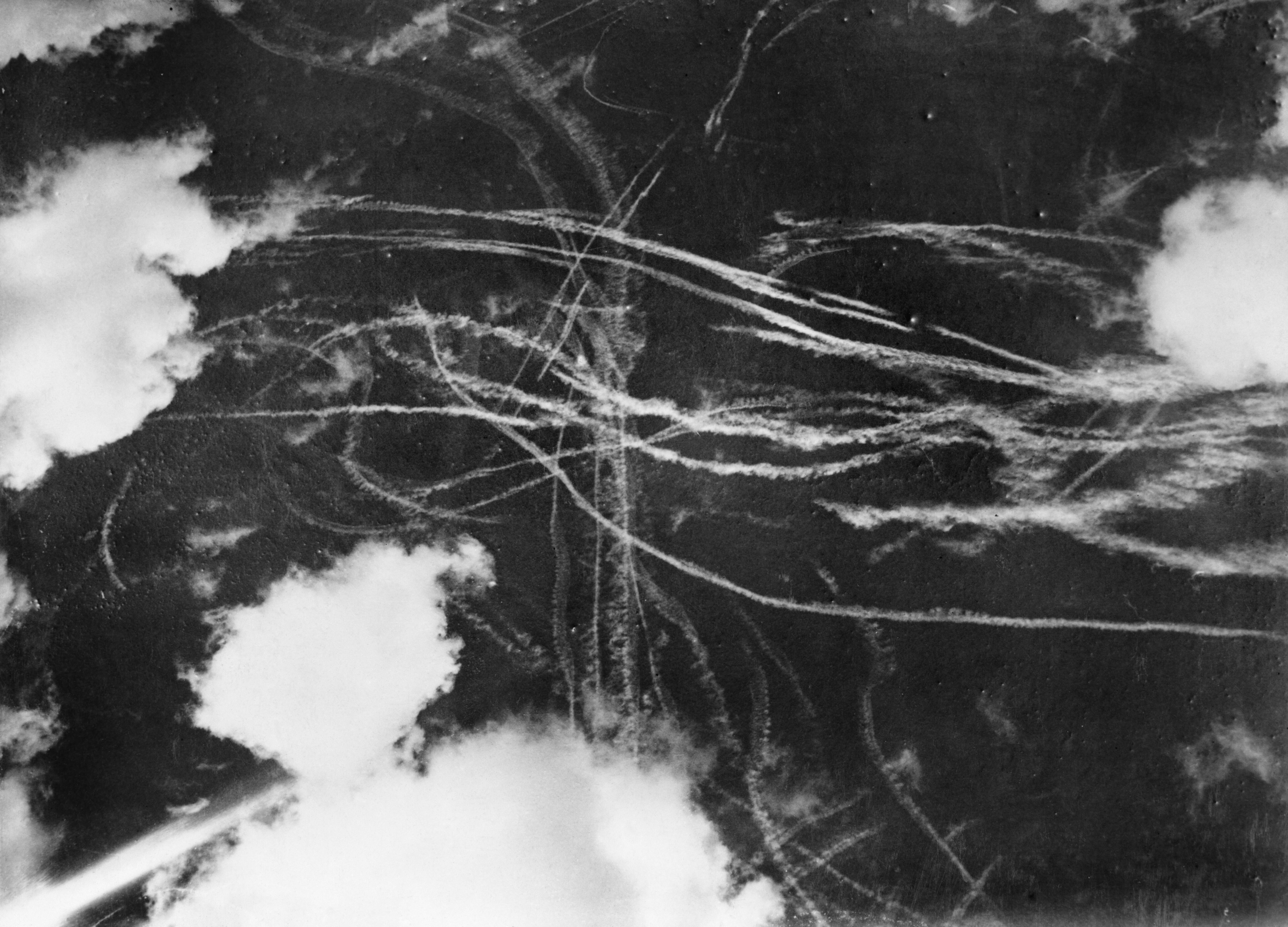
Estela de condensación de aviones alemanes y británicos durante la batalla de Inglaterra.

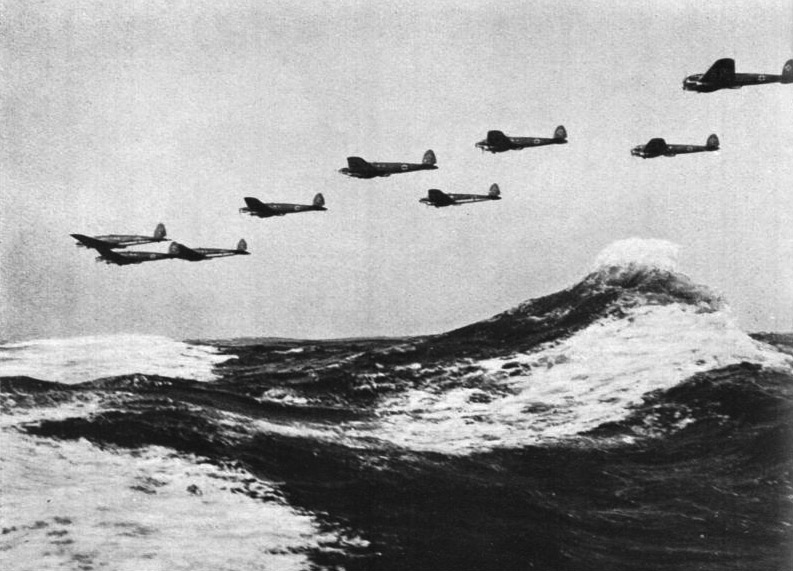
Bombarderos alemanes Heinkel He 111 atravesando el canal de la Mancha en 1940.

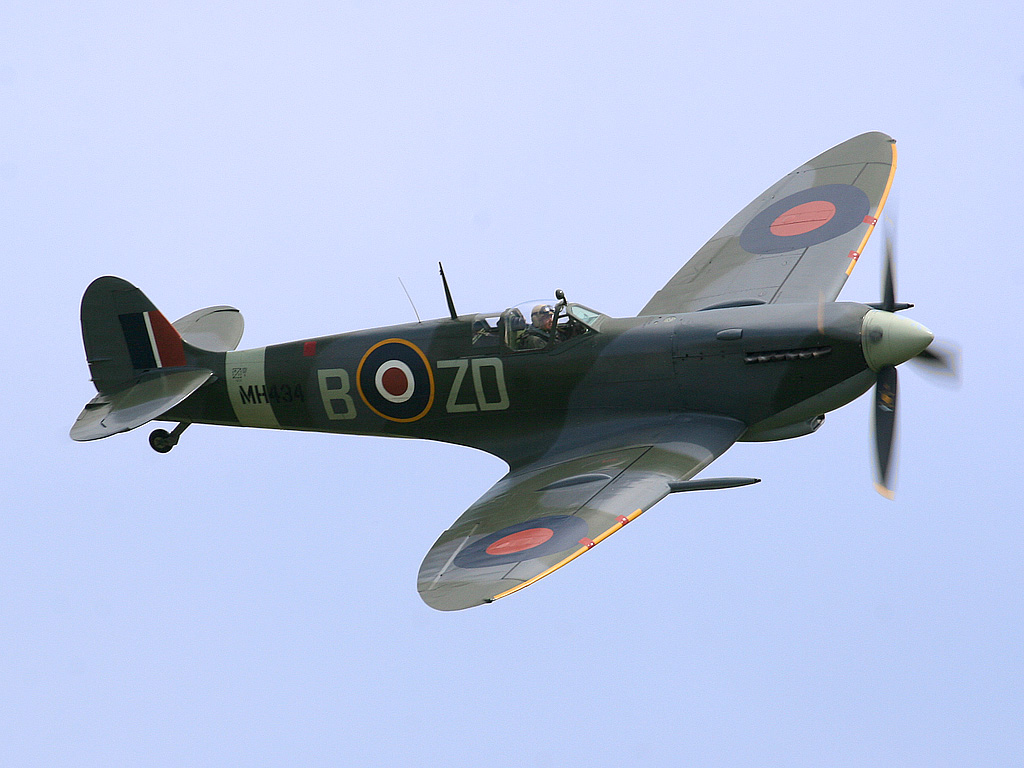
El Supermarine Spitfire ganó fama en esta campaña aérea.

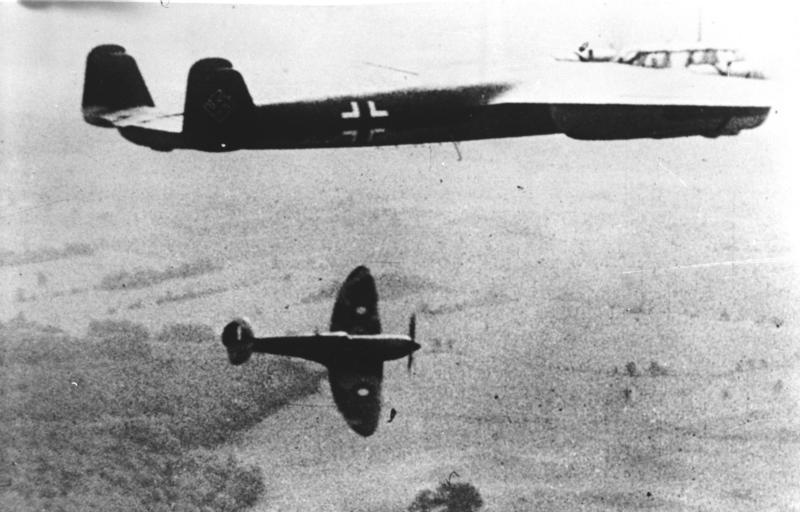
Un Spitfire atacando un bombardero alemán Do 17.

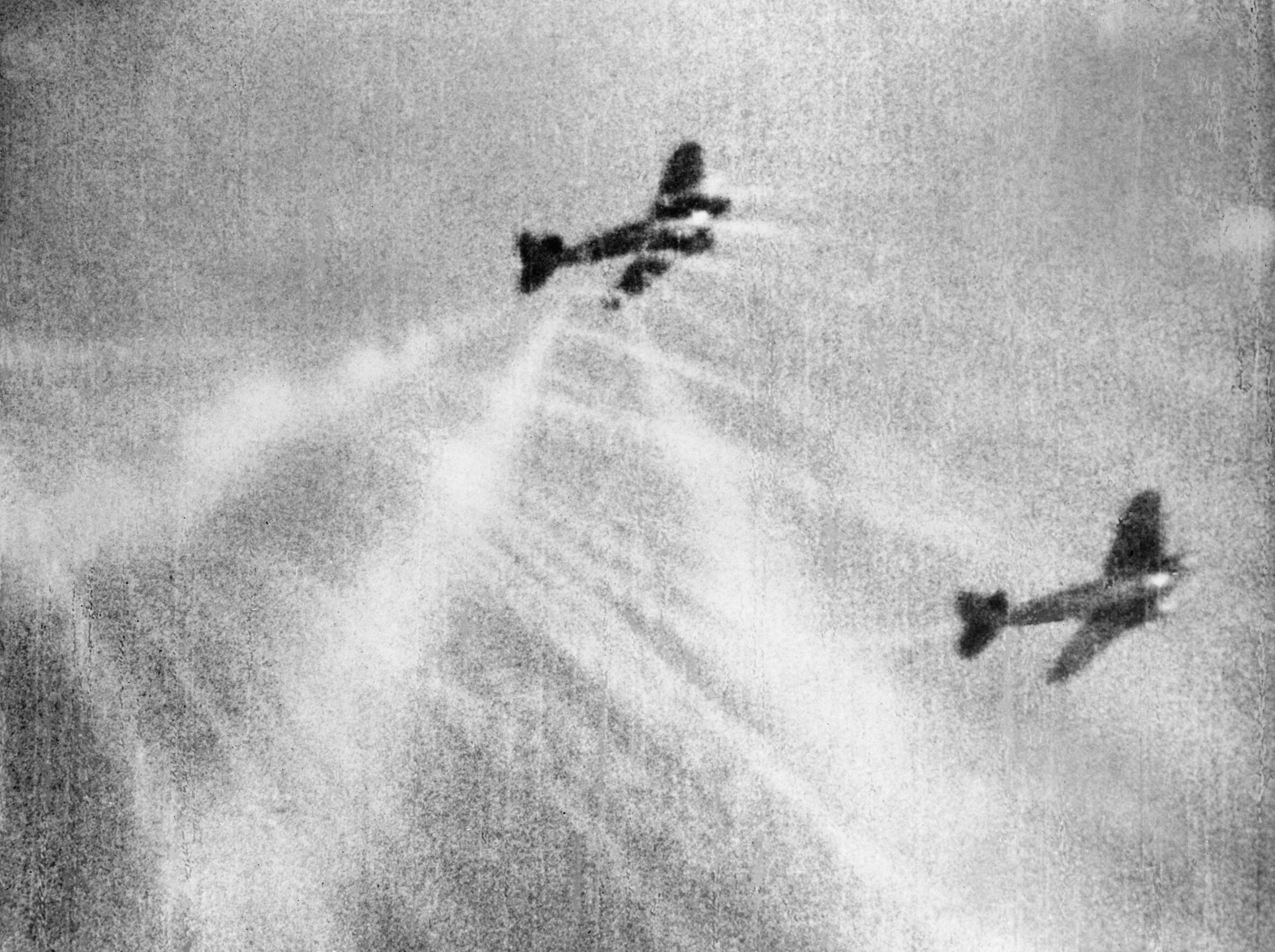
Combate aéreo el 25 de septiembre de 1940.

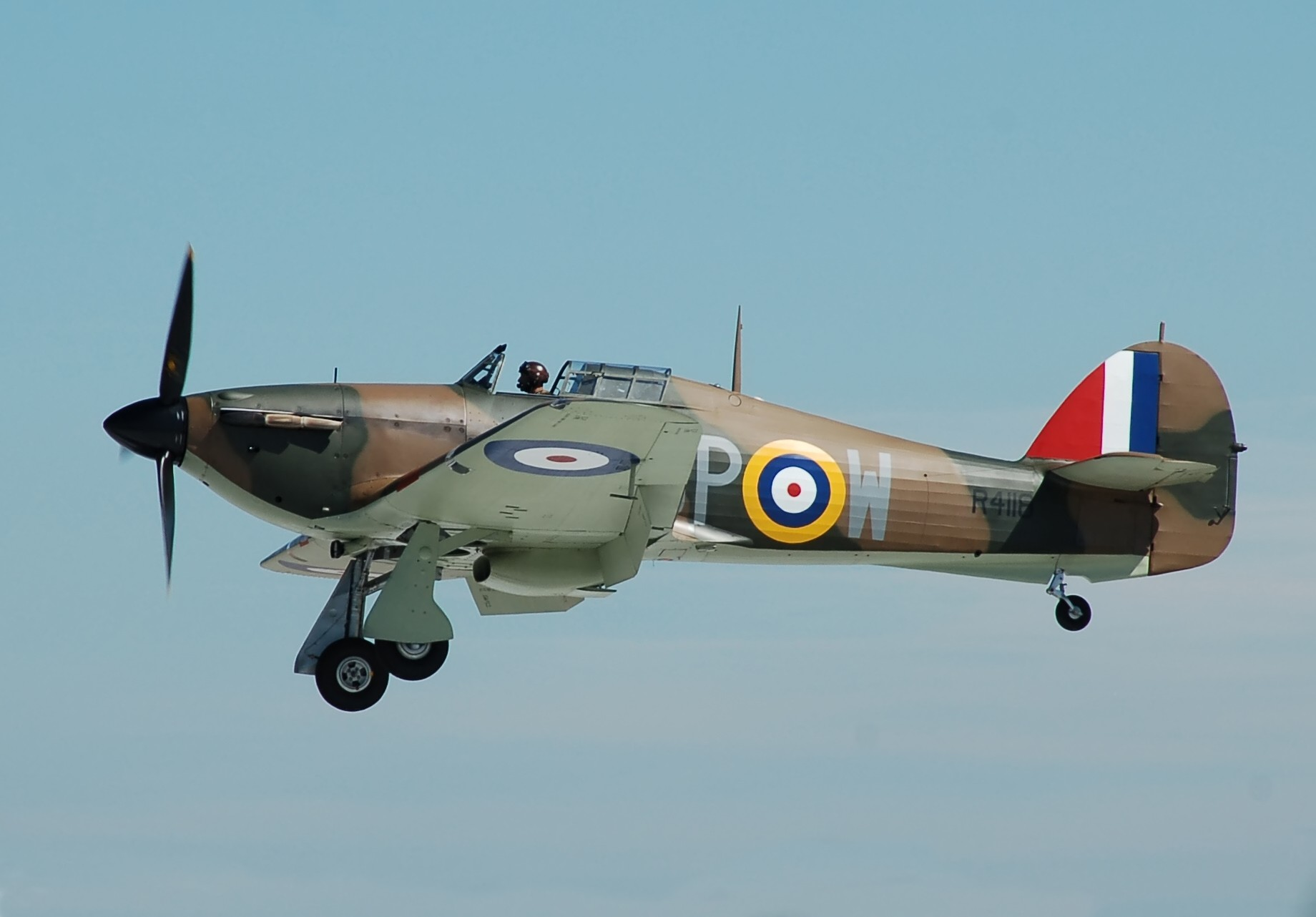
Hawker Hurricane. Ejemplar conservado en una exhibición en 2014.

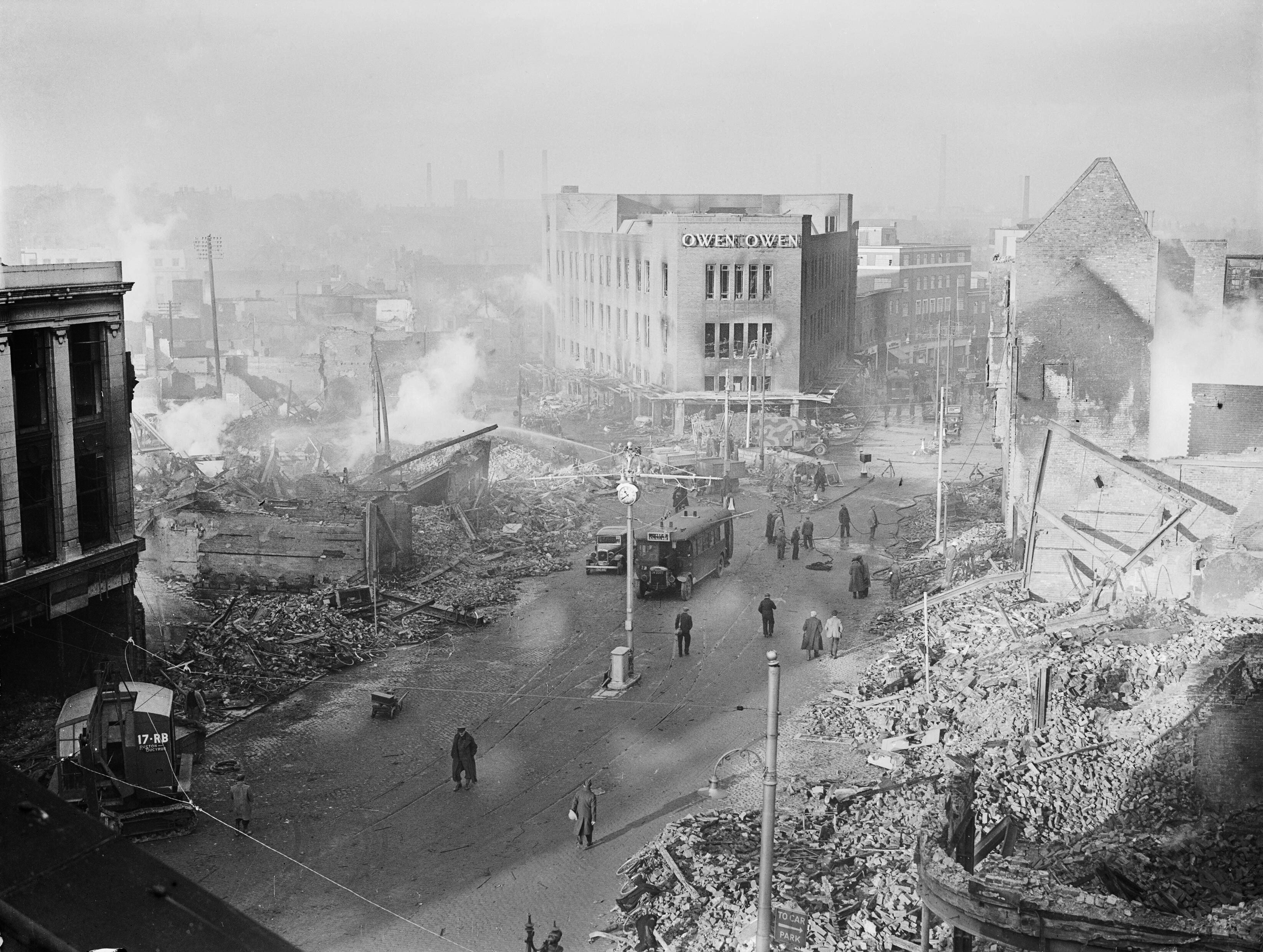
El centro de la Coventry después del bombardeo de esta ciudad el 14 de noviembre de 1940.

Tras la evacuación del ejército anglo-francés en Dunkerque (26 de mayo de 1940) y la rendición de Francia (22 de junio de 1940), Alemania tenía al continente europeo bajo control. La única potencia que se le resistía era el Reino Unido.
Adolf Hitler proyectó la victoria total en el teatro europeo suponiendo que, tras la rendición de Francia, el Reino Unido no tardaría en sucumbir. Confirmada la neutralidad de Estados Unidos, el Reino Unido se encontró aislado del continente europeo y además los submarinos alemanes atacaban los barcos mercantes procedentes de sus colonias y del continente americano. La Unión Soviética, por su parte, no estaba dispuesta a hacer frente al poderío alemán. 
Esta visión de triunfo llevó a que durante junio de 1940 no se atacara al Reino Unido con la Luftwaffe, en espera de su rendición. La maquinaria de guerra alemana estaba preparada para el asalto final a las islas, pero Hitler quería dar fin a la guerra con teatralidad magnánima y sin que se derramara una gota de sangre, evitando también riesgos a la Kriegsmarine, que ya había combatido duramente (y sufrido varias pérdidas) entre abril y junio de 1940 en la invasión de Noruega. 
Sin embargo, los británicos se negaron a rendirse y utilizaron todos los recursos del Imperio británico para continuar la guerra con Alemania, y a partir de 1941 sumaron los recursos de Estados Unidos a su causa. El Reino Unido todavía entonces poseía la marina de guerra más potente del mundo (condición que cedería a EE. UU. tras finalizar la guerra en 1945) y esto ayudaría sobremanera a mantener las líneas de suministros al país desde Norteamérica y desde el propio Reino Unido a la Unión Soviética una vez que la URSS entró en la guerra un año después. 
Es importante recordar que desde la capitulación de Francia en junio de 1940 hasta la invasión de la URSS por Hitler en junio de 1941, el Reino Unido permaneció solo durante un año entero como única potencia luchando contra la Alemania nazi solo con algo de apoyo de los norteamericanos. Estados Unidos no entraría en la guerra oficialmente hasta diciembre de 1941.
El nombre de la batalla procede de uno de los famosos discursos de Winston Churchill, pronunciado en la Cámara de los Comunes el 18 de junio de 1940, coincidiendo con el 125 aniversario de la batalla de Waterloo:

Lo que el General Weygand llamaba la Batalla de Francia ha terminado. Supongo que la Batalla de Inglaterra está a punto de empezar.
What General Weygand has called the Battle of France is over. I expect that the Battle of Britain is about to begin.

Winston Churchill

## Operación León Marino
Frente a la férrea postura de Winston Churchill, el primer ministro británico, Hitler se vio obligado a seguir adelante con las hostilidades, y comenzó a diseñar un plan de invasión de las islas británicas denominado Operación León Marino. Hermann Göring, comandante de la Luftwaffe y segundo hombre del III Reich, estaba exultante. Su aviación solo había cosechado hasta ese momento aplastantes victorias sin sufrir prácticamente bajas de consideración,[cita requerida] y prometió a Hitler acabar con la aviación británica en pocos días. La estrategia desarrollada se basaba en una completa aniquilación de la RAF que permitiera a la Wehrmacht un desembarco sin contratiempos en las costas británicas. Para ello Göring contaba con tres flotas: la Luftflotte 5, con base en Noruega; la Luftflotte 2, en los Países Bajos y norte de Francia; y la Luftflotte 3, establecida al oeste del Sena. Estas tres fuerzas contaban con unos 3600 aviones, frente a los apenas 871 aparatos de la RAF.
Hitler, confiado en la estrategia de Göring, ordenó a sus generales prepararse para la invasión a inicios del mes de julio. Como condición indispensable para el éxito, los jefes del ejército y la marina exigieron que la Luftwaffe debía atacar de modo constante e implacable durante tres días seguidos para conseguir una superioridad aérea total en el sudeste de Inglaterra. Una vez logrado esto, la unidad de paracaidistas de Kurt Student (la primera de la historia y la única existente en aquellos momentos) caería sobre Dover para establecer una gigantesca cabeza de puente y la Kriegsmarine comenzaría con el traslado de las fuerzas terrestres por vía marítima, contando que ya no habría amenaza británica desde el aire.
Al inicio pareció que el plan de Göring se cumpliría, ya que los aviones alemanes eran más numerosos que los británicos y los pilotos alemanes, a diferencia de los británicos, tenían bastante experiencia en combate. Desde inicios de julio de 1940 la Luftwaffe se dedicó a atacar convoyes navales británicos sobre el canal de la Mancha, probando el estado de las defensas británicas y dando más experiencia a los pilotos alemanes contra un enemigo de notable fuerza. Los objetivos de las bombas alemanas en aquella primera etapa no eran las poblaciones civiles, sino las defensas costeras del Reino Unido sobre el canal de la Mancha, las instalaciones industriales cercanas a la ciudad de Londres, los aeródromos militares y la red de estaciones de radar (Home Chain).

## Operación Día del Águila
Sin embargo, el lado británico contaba con superioridad en el aire, no en número sino en rapidez de acción, gracias a la utilización del radar. Desarrollado unos años antes por el físico británico Robert Watson-Watt, y en combinación con los puestos de observación visual apostados en la costa, el radar supuso una notable ventaja táctica para la Real Fuerza Aérea británica, pues permitía detectar a la aviación enemiga para así coordinar y enviar los cazas en el momento y número preciso para combatir las incursiones alemanas.
También, la producción masiva del famoso caza Supermarine Spitfire llevó vientos de esperanza a la RAF. El Spitfire poseía mayor maniobrabilidad a la del Bf109.
Ante los ataques alemanes, los convoyes navales británicos cancelaron su navegación por el canal de la Mancha, mientras que los pilotos británicos rechazaban siempre que les era posible el duelo en el aire, debido a la superioridad numérica alemana, y sabedores de la dificultad de éstos para mantener prolongados combates por sus limitaciones de combustible. Ante ello, Göring, a mediados de agosto de 1940, decidió cambiar de táctica y combatir no sobre el canal de la Mancha, sino directamente sobre el suelo británico. Los objetivos variaron y dejaron de concentrarse en las industrias para pasar a dedicarse a los bombardeos en los aeródromos y en las defensas costeras que impidieran la invasión germana, así como las redes de carreteras. Los aviones británicos eran más fáciles de destruir si se les impactaba antes de haber despegado. Esta táctica alemana había funcionado en Polonia, donde varios aviones que poseía el ejército polaco del aire habían sido destruidos desde el aire por la Luftwaffe. Sin embargo, los británicos utilizaron un sistema de camuflaje para evitar que se percibieran los aviones desde el aire, que a veces funcionaba y otras veces no, y también llegaron a posicionar aviones de forma que una bomba no los pudiera destruir completamente antes de despegar al estar protegidos, flanqueados con materiales como el cemento que resguardaban los aparatos de los impactos de las bombas. Otra táctica británica que tuvo mucho éxito consistía en engañar a los alemanes y crear hangares falsos para que fueran bombardeados por la Luftwaffe mientras los verdaderos hangares que albergaban aviones habían sido camuflados.
El inicio de esta nueva operación, denominada por Göring «Día del Águila», comenzó el 15 de agosto de 1940. La Luftwaffe contaba con más de 1000 bombarderos y unos 700 cazas para la operación y se calcula que realizaron 2119 acciones aquel día. Tras este primer día de operaciones, cuarenta aviones alemanes fueron derribados, pero las consecuencias del bombardeo fueron devastadoras para la RAF.
En la noche del 24 al 25 de agosto de 1940, durante un intento de bombardeo sobre las terminales petrolíferas del Támesis, el East End de Londres fue bombardeado por error a pesar de la prohibición expresa de Hitler. El hecho se producía a pocos días del veinticinco aniversario del primer bombardeo sobre Londres (el 8 de septiembre de 1915 varios zepelines dejaron caer sus bombas sobre la ciudad).
En respuesta al bombardeo alemán, los británicos intentaron atacar la noche siguiente el aeropuerto de Tempelhof y la factoría de Siemens, aunque las bombas solo causaron leves daños en barrios residenciales y las afueras de Berlín. Continuaron sus ataques sobre otras ciudades alemanas, como Leipzig y Hannover, y hasta las italianas Turín y Milán, pero Churchill insistió en que el objetivo principal debía de seguir siendo Berlín.
La fecha del bombardeo británico sobre Berlín coincidió con la entrevista del ministro de Asuntos Exteriores del Reich, Joachim von Ribbentrop, en Berlín con su homólogo soviético, Viacheslav Mólotov, para demostrar a la Unión Soviética el inminente triunfo alemán y realizar nuevos acuerdos con el gobierno soviético para posiblemente para convencerlos de los unirseles contra el imperio británico. La entrevista debió interrumpirse para que los asistentes pudieran bajar a un refugio antiaéreo porque Berlín estaba siendo bombardeada por la RAF. Esto hizo que Molotov no diera crédito a las palabras de Von Ribbentrop sobre la cercana victoria final de Alemania sobre el Imperio Británico. Ribbentrop había asegurado a su huésped que «los británicos estaban en las últimas y serían derrotados», pero Molotov preguntó seriamente «Si ello es cierto ¿por qué estamos entonces en este refugio y quiénes están lanzando bombas afuera?».

## Punto de inflexión

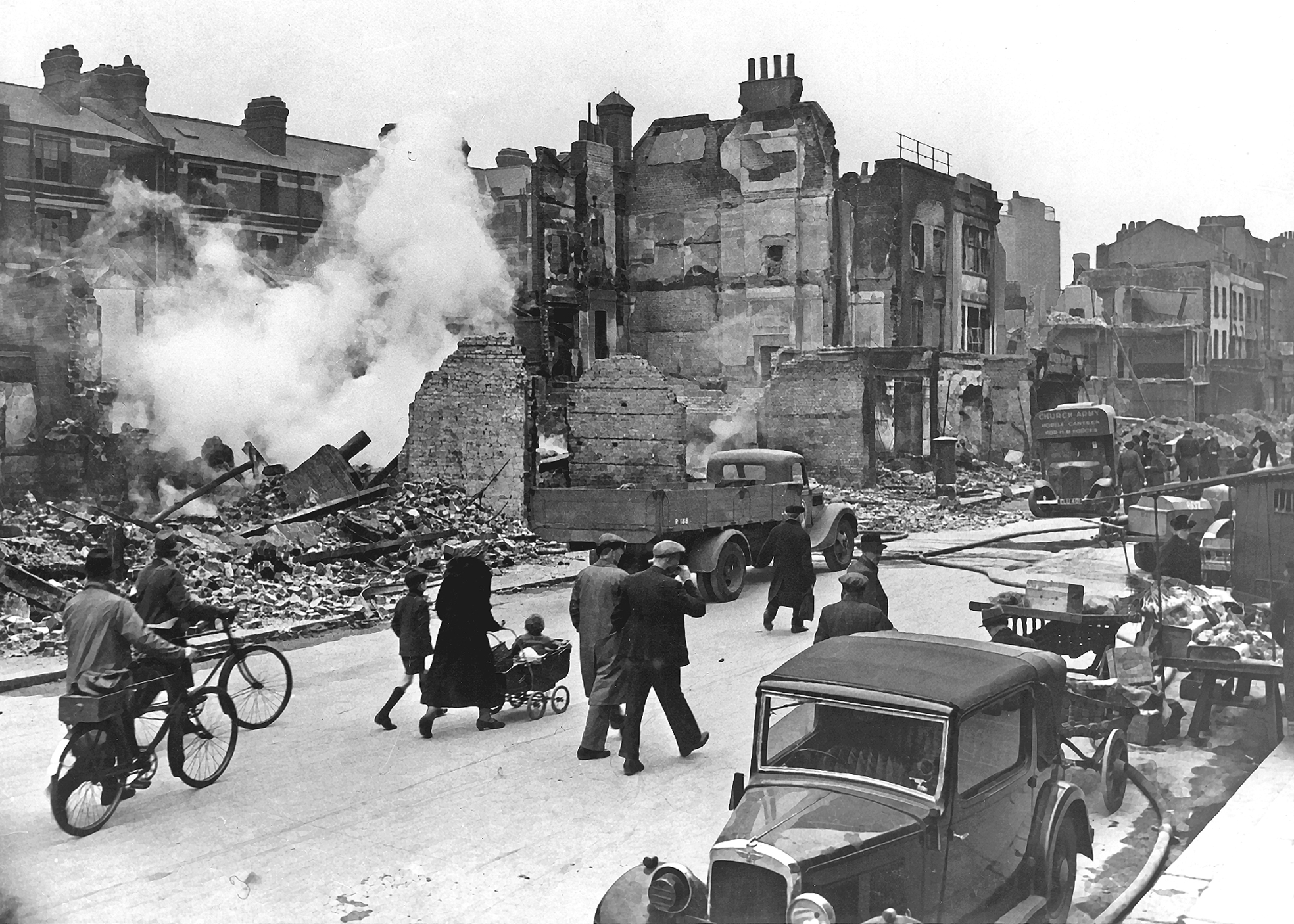
Daños ocasionados durante el bombardeo a Londres.

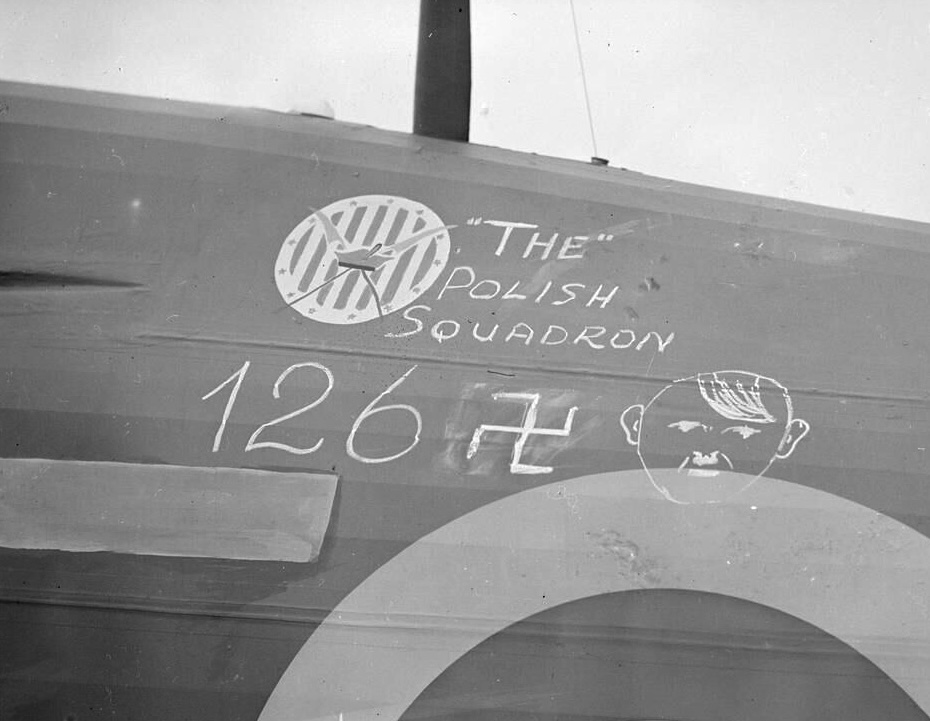
Escuadrón polaco 303. Con 126 aviones alemanes derribados consiguió el mejor balance de la RAF.

Si bien los daños en el bombardeo británico sobre Berlín fueron prácticamente ínfimos (al menos comparados con los graves daños causados por la Luftwaffe en suelo británico), Churchill consiguió lo que buscaba. Hitler, herido en su orgullo, ordenó a la Luftwaffe abandonar la estrategia de bombardeos a aeródromos británicos para concentrarse en las ciudades; principalmente sobre Londres. Fue entonces cuando empezó el Blitz, bombardeo sostenido de la aviación alemana sobre las ciudades británicas, que tuvo lugar entre el 7 de septiembre de 1940 y el 16 de mayo de 1941, y cuyo objetivo fue aterrorizar a la población civil. Entre septiembre y noviembre de 1940 la ciudad de Londres fue bombardeada diariamente por aviones alemanes, de día y de noche. También hubo ataques contra Birmingham y Brístol, y los alemanes, en su afán de venganza, bombardearon ciudades reconocidas por su arquitectura y cultura como Exeter y Bath. Aunque este cambio de táctica en la guerra aérea implicaba casi la destrucción total de Londres, Churchill estaba dispuesto a afrontar el sacrificio a cambio de que la RAF tuviera el tiempo necesario para rearmarse. Este objetivo se consiguió y los británicos superaron a los alemanes en producción de aviones, si bien no poseían tantos pilotos, lo cual se estaba convirtiendo en un grave problema. 
Las bajas alemanas no eran particularmente cuantiosas para la Luftwaffe, mientras que las bajas británicas sí eran elevadas para la RAF (en visible inferioridad numérica si se consideraban todos los aeroplanos alemanes apostados a lo largo de la Europa ocupada), pero la sensación era que Alemania estaba perdiendo la batalla al no lograr el objetivo reclamado por la Kriegsmarine: la destrucción de la fuerza aérea británica como requisito para iniciar la Operación León Marino. Los bombarderos alemanes Heinkel He 111 y Junkers Ju 88 encontraron cada vez más resistencia británica, al no poder contar con la protección de los cazas Messerschmitt Bf 109, que tenían baja autonomía de vuelo para poder cumplir sus misiones desde los aeródromos alemanes en Francia, y la moral británica no se resquebrajó.
Finalmente, cansado de esperar e impresionado por las bajas (desde el 10 de julio de 1940 hasta octubre del mismo año 1733 aviones según cifras alemanas y casi 1900 según fuentes británicas), Hitler decidió el 17 de septiembre de 1940 cancelar la Operación León Marino y ordenó comenzar con un nuevo tipo de incursión aérea: el bombardeo nocturno indiscriminado aprovechando la oscuridad de la noche para evitar lo máximo posible la lucha contra la aviación británica y sus sistemas antiaéreos rápidamente mejorados. Los ataques aéreos continuos entre noviembre de 1940 y febrero de 1941 alcanzaron entonces a Coventry (con la destrucción casi total de esta pequeña ciudad), Birmingham, Liverpool, Plymouth, Mánchester, Sheffield, Hull, y Brístol, llegando la Luftwaffe a bombardear Belfast, en la isla de Irlanda, el 15 de abril de 1941. La ciudad de Londres siguió siendo atacada por la Luftwaffe, con menos frecuencia pero de forma más potente aún. En cierto modo, aquella fue la forma inconfesa de aceptar la victoria británica y la primera gran derrota de la Luftwaffe. 
Una fuerza expedicionaria italiana de unos cuarenta aviones llamada Corpo Aéreo Italiano fue enviada por Benito Mussolini para que colaborase en la batalla junto a la Luftwaffe en septiembre de 1940; los aviones italianos participaron en varios combates pero sufrieron graves pérdidas y no obtuvieron éxito alguno hasta que fueron repatriados en enero de 1941. De forma similar, la RAF empezó a recibir pilotos de casi todo el Imperio británico: hubo pilotos de Canadá, Unión Sudafricana, Australia y Nueva Zelanda. A ello se agregaron voluntarios llegados de países ya ocupados por tropas alemanas, creándose escuadrillas formadas completamente por pilotos de Polonia, Checoslovaquia y de la Francia Libre. En total, de 2936 pilotos y tripulantes de la RAF que participaron en la batalla de Inglaterra, hubo 15 nacionalidades distintas, entre ellas 141 polacos, 87 checos, 24 belgas y 13 franceses.
El 15 de septiembre de 1940, conmemorado desde entonces como «Battle of Britain Day», fue el día de más concentración de ataques de las cazas de la Luftwaffe sobre Londres. Por la mañana, unos 250 cazas británicos combatieron a unos 150 cazas alemanes, mientras que por la tarde, unos 275 Hurricanes y Spitfires combatieron a unos 340 Messerschmitt 109. Uno de cada cinco pilotos de la RAF volando ese día eran pilotos polacos. Ese día la Luftwaffe perdió a más de 60 aparatos, mientras que los británicos unos 80. Por otra parte, aunque los Messerschmitt 109 eran más rápidos que los Hurricanes y Spitfires —siempre dependiendo de la altitud— estaban volando al límite de su capacidad alcance efectivo.
Dos días después, Hitler ordenó el cese definitivo de la Operación León Marino.
A finales de mayo de 1941 cesaron los ataques en gran escala de la Luftwaffe sobre el Reino Unido. El Gobierno británico no solo no iba a capitular ante Hitler, sino que por el contrario el afán de resistencia había aumentado con el único objetivo de vencer a Alemania: la RAF mantenía su fuerza y la producción de aviones por parte británica aumentaba. Por tanto, la Luftwaffe no había cumplido la principal misión que le había sido encomendada. En consecuencia, la Kriegsmarine consideró que era un elevadísimo riesgo ejecutar la Operación León Marino ante tales circunstancias, ya que era muy inferior a la Royal Navy. Hitler, tras atacar y vencer al Reino de Yugoslavia y al Reino de Grecia en abril de 1941, ordenó desplegar la mayoría de cazas y bombarderos alemanes en Europa Oriental para que la Luftwaffe apoyase ahora el ataque del ejército contra la Unión Soviética desde el 22 de junio, en la Operación Barbarroja. Los alemanes habían perdido la batalla, lo cual tendría importantes consecuencias, ya que, cuatro años más tarde, los británicos y los estadounidenses utilizarían el sudeste de Gran Bretaña como base para el Desembarco de Normandía y así poder liberar la Europa continental occidental.

## Cine
En 1969 el director Guy Hamilton rueda la película homónima.